# Sonja Aldén
Sonja Aldén, švedska pevka, * 20. december 1977, St. Albans, Anglija,  Združeno kraljestvo Velike Britanije in Severne Irske.

## Albumi
- Till dig (2007)
- Under mitt tak (2008)
- I gränslandet (2012)
- I andlighetens rum (2013)
- Jul i andlighetens rum (2014)
- Meningen med livet (2017)